# Vicariato apostolico di El Beni
Il vicariato apostolico di El Beni o Beni (in latino Vicariatus Apostolicus Benensis) è una sede della Chiesa cattolica in Bolivia immediatamente soggetta alla Santa Sede. Nel 2022 contava 199.000 battezzati su 249.000 abitanti. È retto dal vescovo Aurelio Pesoa Ribera, O.F.M.

## Territorio
Il vicariato apostolico comprende quasi tutto il dipartimento boliviano di Beni, ad eccezione delle porzioni settentrionale e occidentale che appartengono invece ai vicariati apostolici di Pando e di Reyes.
Sede del vicariato è la città di Trinidad, capoluogo del dipartimento, dove si trova la cattedrale della Santissima Trinità.
Il territorio si estende per 150.686 km² ed è suddiviso in 30 parrocchie.

## Storia
Il vicariato apostolico è stato eretto il 1º dicembre 1917 con il breve Quae catholico nomini di papa Benedetto XV, ricavandone il territorio dalla diocesi di Santa Cruz de la Sierra (oggi arcidiocesi).
Il 29 aprile e il 1º settembre 1942 ha ceduto porzioni del suo territorio a vantaggio dell'erezione dei vicariati apostolici rispettivamente di Pando e di Reyes.
Il 30 luglio 1982, con la lettera apostolica Christifideles Boliviani, papa Giovanni Paolo II ha confermato la Beata Maria Vergine, venerata con il titolo di Nuestra Señora de Loreto, patrona principale del vicariato apostolico.

## Cronotassi dei vescovi
Si omettono i periodi di sede vacante non superiori ai 2 anni o non storicamente accertati.
- Ramón Calvó y Martí, O.F.M. † (13 agosto 1919 - 5 marzo 1926 deceduto)
- Pedro Francisco Luna Pachón, O.F.M. † (10 luglio 1926 - 1953 dimesso)
- Carlos Anasagasti Zulueta, O.F.M. † (29 giugno 1953 - 17 novembre 1986 ritirato)
- Julio María Elías Montoya, O.F.M. (17 novembre 1986 - 22 febbraio 2020 ritirato)[2]
- Aurelio Pesoa Ribera, O.F.M., dal 28 novembre 2020

## Statistiche
Il vicariato apostolico nel 2022 su una popolazione di 249.000 persone contava 199.000 battezzati, corrispondenti al 79,9% del totale.
| anno | popolazione | popolazione | popolazione | presbiteri | presbiteri | presbiteri | presbiteri                | diaconi | religiosi | religiosi | parrocchie |
| anno | battezzati  | totale      | %           | numero     | secolari   | regolari   | battezzati per presbitero | diaconi | uomini    | donne     | parrocchie |
| ---- | ----------- | ----------- | ----------- | ---------- | ---------- | ---------- | ------------------------- | ------- | --------- | --------- | ---------- |
| 1950 | 44.500      | 47.260      | 94,2        | 8          |            | 8          | 5.562                     |         |           |           | 8          |
| 1965 | 75.000      | 80.000      | 93,8        | 20         |            | 20         | 3.750                     |         |           |           | 11         |
| 1970 | 90.100      | 95.000      | 94,8        | 22         |            | 22         | 4.095                     |         | 22        | 24        |            |
| 1976 | 92.000      | 100.000     | 92,0        | 22         | 1          | 21         | 4.181                     |         | 25        | 27        | 14         |
| 1980 | 95.600      | 109.800     | 87,1        | 25         |            | 25         | 3.824                     |         | 33        | 25        | 19         |
| 1990 | 123.363     | 152.300     | 81,0        | 19         | 1          | 18         | 6.492                     |         | 24        | 43        | 25         |
| 1999 | 132.000     | 165.900     | 79,6        | 26         | 6          | 20         | 5.076                     | 2       | 25        | 43        | 28         |
| 2000 | 133.800     | 168.300     | 79,5        | 27         | 7          | 20         | 4.955                     | 2       | 26        | 49        | 30         |
| 2001 | 137.266     | 170.100     | 80,7        | 22         | 7          | 15         | 6.239                     | 2       | 21        | 52        | 30         |
| 2002 | 149.400     | 185.000     | 80,8        | 21         | 6          | 15         | 7.114                     | 3       | 21        | 54        | 30         |
| 2003 | 142.340     | 177.926     | 80,0        | 19         | 6          | 13         | 7.491                     | 3       | 19        | 49        | 30         |
| 2004 | 145.898     | 182.372     | 80,0        | 19         | 6          | 13         | 7.678                     | 3       | 19        | 53        | 30         |
| 2014 | 173.900     | 217.000     | 80,1        | 22         | 10         | 12         | 7.904                     | 2       | 19        | 42        | 30         |
| 2017 | 180.939     | 226.174     | 80,0        | 24         | 12         | 12         | 7.539                     | 1       | 15        | 36        | 30         |
| 2020 | 191.598     | 239.498     | 80,0        | 25         | 12         | 13         | 7.663                     | 1       | 15        | 30        | 30         |
| 2022 | 199.000     | 249.000     | 79,9        | 24         | 12         | 12         | 8.291                     | 1       | 12        | 32        | 30         |